# Breitach
La Breitach est une rivière de montagne qui prend sa source dans les Alpes d'Allgäu, dans le land du Vorarlberg dans l'ouest de l'Autriche puis coule en Bavière.

## Parcours
La rivière naît dans le hameau de Baad, sur la commune de Mittelberg, dans la vallée du Kleinwalsertal. Elle se forme par la réunion de trois ruisseaux. Elle coule vers le nord-ouest vers la frontière allemande qu'elle traverse lors du passage étroit du Breitachklamm (de). Elle reçoit ensuite la Starzlach (en) depuis l'ouest. Elle forme ensuite l'Iller à partir d'Oberstdorf en se réunissant avec la Stillach (en) et la Trettach (en).

## Source
- (de) Cet article est partiellement ou en totalité issu de l’article de Wikipédia en allemand intitulé « Breitach » (voir la liste des auteurs).